# Lac de Piazze
Le lac de Piazze (ou lac de la Piazze) est un lac artificiel situé en amont du lac de Serraia, sur le plateau du Piné, dans la province autonome de Trente, dans la vallée située entre le Monte Ceramonte (1 514 m) et le Dosso di Costalta (1 955 m), dans la commune de Bedollo.

## Caractéristiques

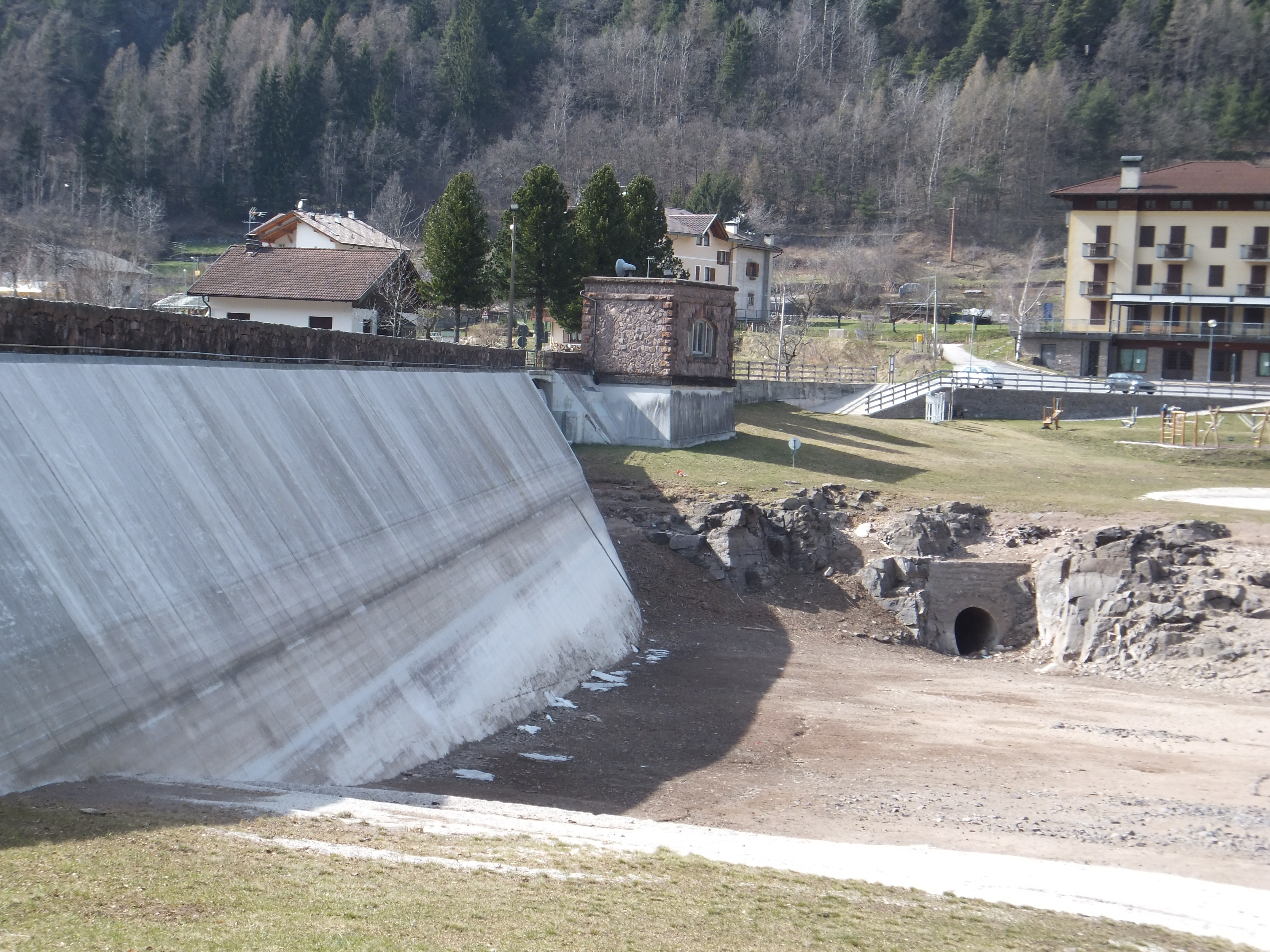
Le barrage lacustre vu de côté pendant une période sèche.

Le long des rives du lac se trouvent de nombreuses plages de baignade et de nombreux lieux de pêche.
Avant la construction du barrage actuel (entre 1922 et 1926), il existait une barrière mineure (construite quelques années auparavant). Avant la petite barrière, le lac était beaucoup plus petit que celui actuel et était entouré d’une zone marécageuse.
Certains des petits ruisseaux provenant du Dosso di Costalta et du Monte Ceramonte constituent les affluents du lac.
Une partie de l'eau du lac prélevée sur le barrage (situé le long de la rive sud) est utilisée pour alimenter la centrale hydroélectrique de Pozzolago (située dans le val di Cembra, sur les rives de l'Avisio). L'eau arrive à la centrale par des pipelines traversant le Monte Ceramonte. Il existe également une cascade artificielle dans la partie nord-est du lac, générée par le transport des eaux de ces rivières. 
L'autre partie de l'eau du lac continue son cours dans le Foss Grant (première partie du torrent Silla), qui se dirige ensuite vers le lac de Serraia.
En hiver, le niveau d'eau du lac est abaissé de plusieurs mètres. Lorsque le niveau d'eau est abaissé, le début du pipeline devient visible. Quelques troncs sont encore visibles, toujours attachés au sol, qui constituaient les arbres de la forêt présents dans la région avant la barrière artificielle du lac.